# Ovos com bacon

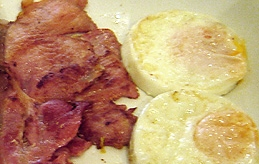
Ovos com toucinho.

O ovo com toucinho ou ovos com bacon (em inglês: Bacon and eggs, em espanhol: Huevos con tocino) é considerado um dos pratos ou parte central de pratos mais comuns em muitos países. É composto de dois elementos essenciais: ovo frito e toucinho (bacon). É considerado um alimento altamente energético.

## Uso
O ovo com toucinho é importante no café da manhã inglês, com variações regionais. Foi popularizado nos Estados Unidos por Edward Bernays nas décadas de 1920 e 1930.